# Новгородское (Владимирская область)
Новгородское — село в Суздальском районе Владимирской области России, входит в состав Новоалександровского сельского поселения.

## География
Село расположено в 3 км на северо-восток от центра поселения села Новоалександрово и в 13 км на северо-запад от Владимира.

## История
Название села Новгородским дает право думать, что основание этого села стоит в связи с историей Новгорода Великого. В 1488 году великий князь Иоанн Васильевич III выселил из Новгорода до 8000 семей и дал им земли в пределах Владимирской губернии. Может быть, и село Новгородское образовалось из Новгородских выселенцев. В начале XVI столетия оно упоминается в числе дворцовых сел, пожалованных великим князем Василием Иоанновичем причту Дмитриевского собора. Великим князем Иваном Васильевичем Новгородское было пожаловано Владимирскому Рождественскому монастырю, во владении коего и оставалось до упразднения монашеских вотчин. Когда в первый раз построена в селе Новгородском церковь, с точностью не известно, но в начале XVII столетия она уже существовала. В патриарших окладвых книгах 1628 года значится церковь Воскресения Господа Бога и Спаса нашего Исуса Христа в селе Ноугородцком в вотчине Рожественого монастыря. В 1710 году при этой церкви было два священника. В 1746 году церковь платила дани 3 рубля 72 1/2 к. Церковь эта, конечно, была деревянная. Нельзя думать, чтобы два столетия, до постройки каменной церкви, существовала одна и та же деревянная церковь без перестроек; но о подобных событиях никаких сведений не сохранилось. Существующая ныне каменная церковь с таковою же колокольней построена в 1831 году на средства прихожан. Престолов в ней два: в холодвой — во имя Воскресения Христова, а в теплой — в честь Казанской иконы Божьей Матери. В 1893 году приход состоял из села Новгородского и сельца Малого Житкова, в коих по клировым в домостям числится 205 душ мужеского пола и 206 женского.
В конце XIX — начале XX века село входило в состав Оликовской волости Владимирского уезда.
С 1929 года село входило в состав Ново-Александровского сельсовета Владимирского района, с 1945 года — Ставровского района, с 1965 года — в составе Новоалександровского сельсовета Суздальского района.

## Население
| 1859 | 1926 |
| ---- | ---- |
| 264  | 273  |

| 1859 | 1905 | 1926 | 2002 | 2010 | 2021 |
| ---- | ---- | ---- | ---- | ---- | ---- |
| 264  | ↗290 | ↘273 | ↘34  | ↘23  | ↗35  |

## Достопримечательности
В селе находится недействующая Церковь Воскресения Христова (1831).